# Коїмбра (округ)
О́круг Кої́мбра, або Кої́мбрський о́круг (порт. Distrito de Coimbra) — округ у Португалії. Окружний адміністративний центр — місто Коїмбра. Розташований в західній частині країни, на березі Атлантичного океану. Складова регіону Центр. За старим адміністративним поділом, що був чинним до 1976 року, територія округу належала провінціям Верхня Бейра, Нижня Бейра і Берегова Бейра. Площа — 3947 км². Поділяється на 17 муніципалітетів і 155 парафій. Населення — 429 987 ос. (2011), густота населення — 108,94 осіб/км²
. Код ISO 3166-2 — PT-06. У складі округу є міська агломерація Велика Коїмбра.

## Географія
На півночі межує з округами Авейру та Візеу, на північному сході — з округом Гуарда, на сході — з округом Каштелу-Бранку, на півдні — з округом Лейрія. На заході омивається водами Атлантичного океану.

## Муніципалітети
1. Арганіл
2. Віла-Нова-де-Пойареш
3. Гойш
4. Кантаньєде
5. Коїмбра
6. Кондейша-а-Нова
7. Лозан
8. Міра
9. Міранда-ду-Корву
10. Монтемор-у-Велю
11. Олівейра-ду-Ошпітал
12. Пампільоза-да-Серра
13. Пенакова
14. Пенела
15. Соре
16. Табуа
17. Фігейра-да-Фош

## Парафії
- Парафії Коїмбрського округу